# طيون بابونجي
الطيون البانونجي نوع نباتي ينتمي إلى جنس الطيون من الفصيلة النجمية.
موطنه أوروبا وآسيا.

## الموئل والانتشار
ينتشر في بلاد الشام والمغرب العربي وتركيا والقوقاز وكل مناطق أوروبا من اليونان والبلقان إلى إسبانيا والبرتغال وشمالاً من بريطانيا إلى فنلندا وروسيا.